# Malaconothrus laetus
Malaconothrus laetus är en kvalsterart som beskrevs av Sergienko och Melamud 1993. Malaconothrus laetus ingår i släktet Malaconothrus och familjen Malaconothridae. Inga underarter finns listade i Catalogue of Life.